# مازو (فراورده گیاهی)

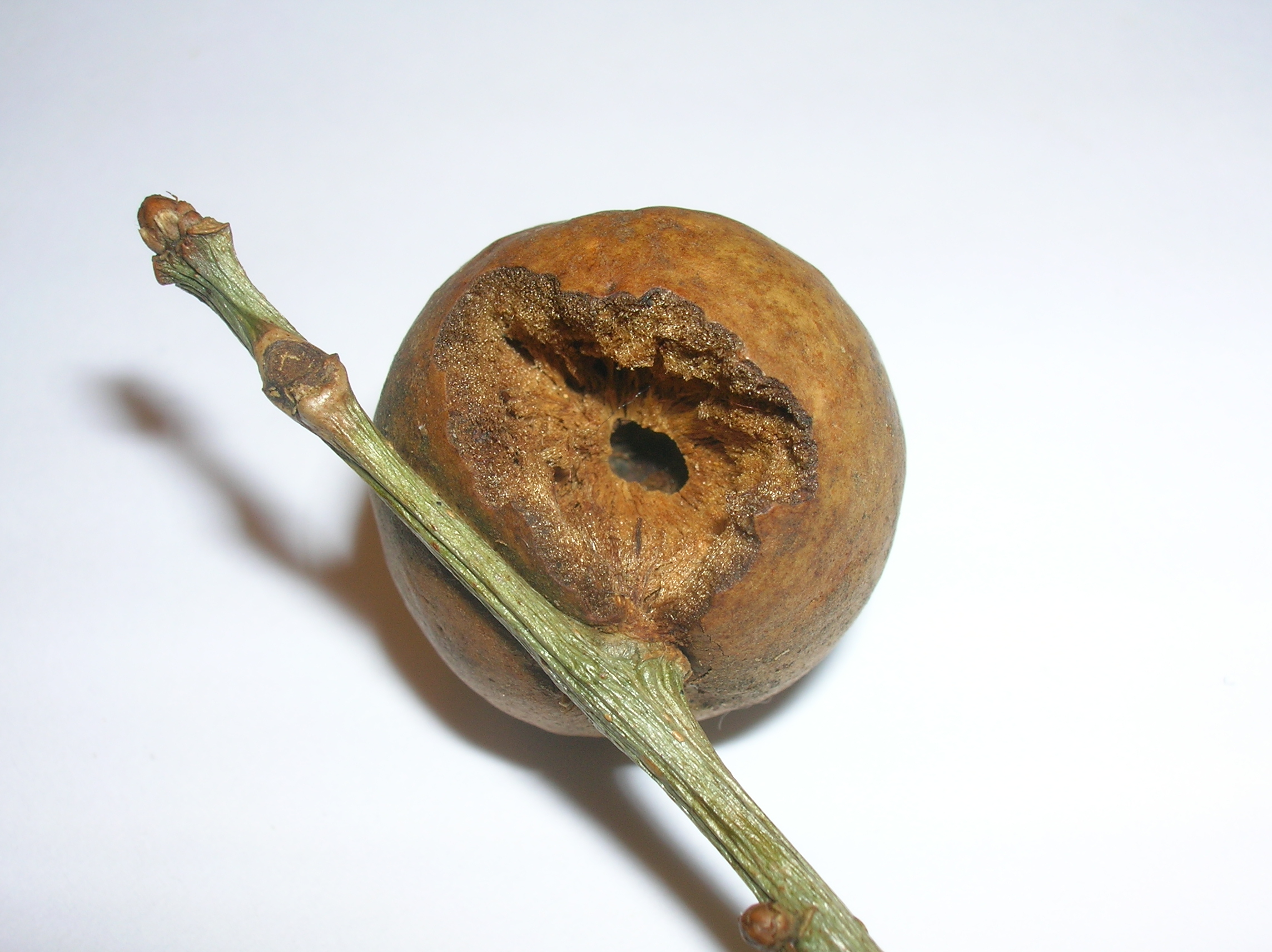
مازویی که پرنده‌ای به آن نوک زده‌است

مازو فراورده‌ای گیاهی و کروی شکل است که بر اثر سوراخ ایجاد شده توسط حشرات برای تخم‌گذاری، بر روی شاخه‌های تازه درخت بلوط به وجود می‌آید. این فراورده محتوی شیره درخت (صمغ) و مقدار ۵۰ تا ۷۰ درصد تانن است. مازو از همه مواد دباغی چرم، تانن بیشتری دارد. از مازو در صنعت چرم‌سازی، مرکب‌سازی، رنگرزی و نیز پزشکی برای درمان سوختگی‌ها بهره می‌برند. مازوها انواع و رنگ‌های گوناگونی دارند. بهترین مازوها از برخی گونه‌های بلوط (مانند Pedunculate Oak) به دست می‌آید. بهترین نوع مازو، مازوی سبز می‌باشد که قبوضیت بیشتری دارد.
موارد مصرف پزشکی مازو: تقویت لثه، سیاه کردن مو، درمان سوختگی، گشاد بودن واژن، ناراحتی‌های گوارشی و خاصیت ضد میکروبی دارد که به صورت ژل و پودر به بازار ارائه می‌شود.

## خواص مازو
- دارای خواص آنتی باکتریال بوده و در استفاده موضعی برای بهبود زخم ها ، درمان پسوریازیس و درمان جوشها بکار می رود.
- در استفاده موضعی به همراه گل انار فارسی ، مورد و پوست انار برای تنگ کردن واژن به کار می رود.
- برای رنگ کردن مو کاربرد دارد.
- ضد اسهال است.
- بند آورنده خونریزی های قاعدگی است.
- کاهنده ترشحات واژن است.
- درمان کننده ترک های نوک پستان است.
- برای درمان بواسیر کاربرد دارد.
- برای درمان سوختگی کاربرد دارد.
- برای تقویتدندان و لثه کاربرد دارد.

## نگارخانه

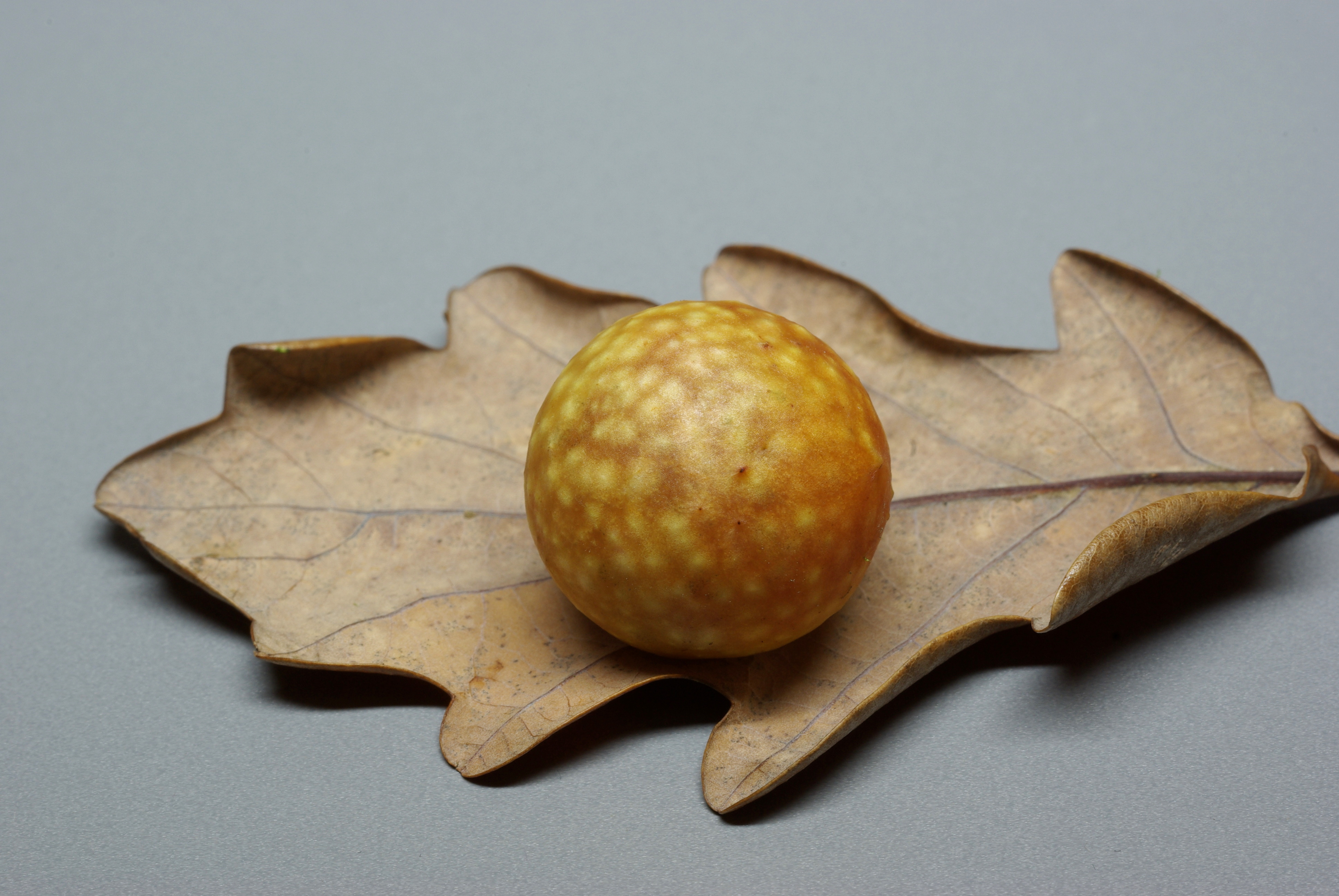
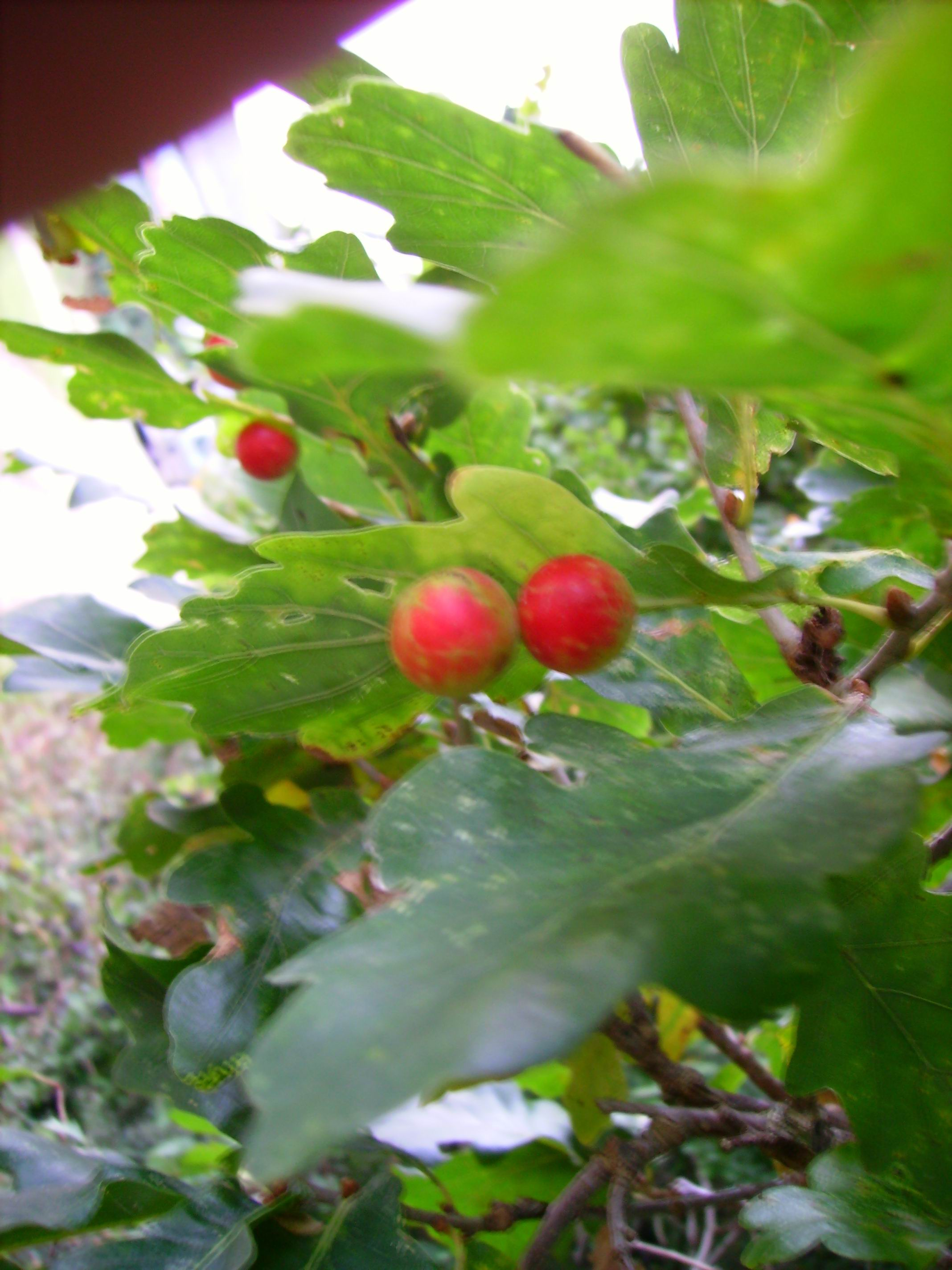
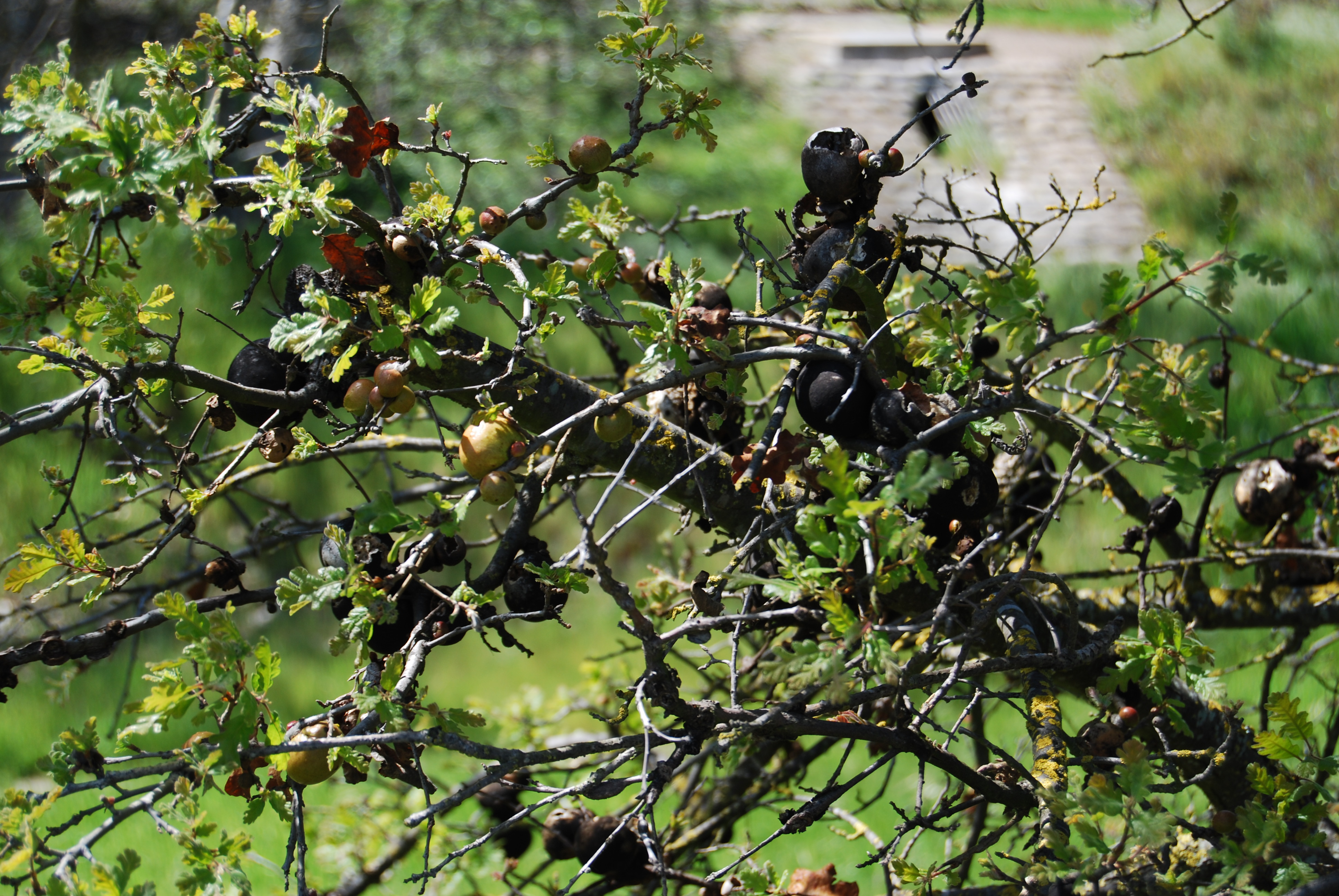
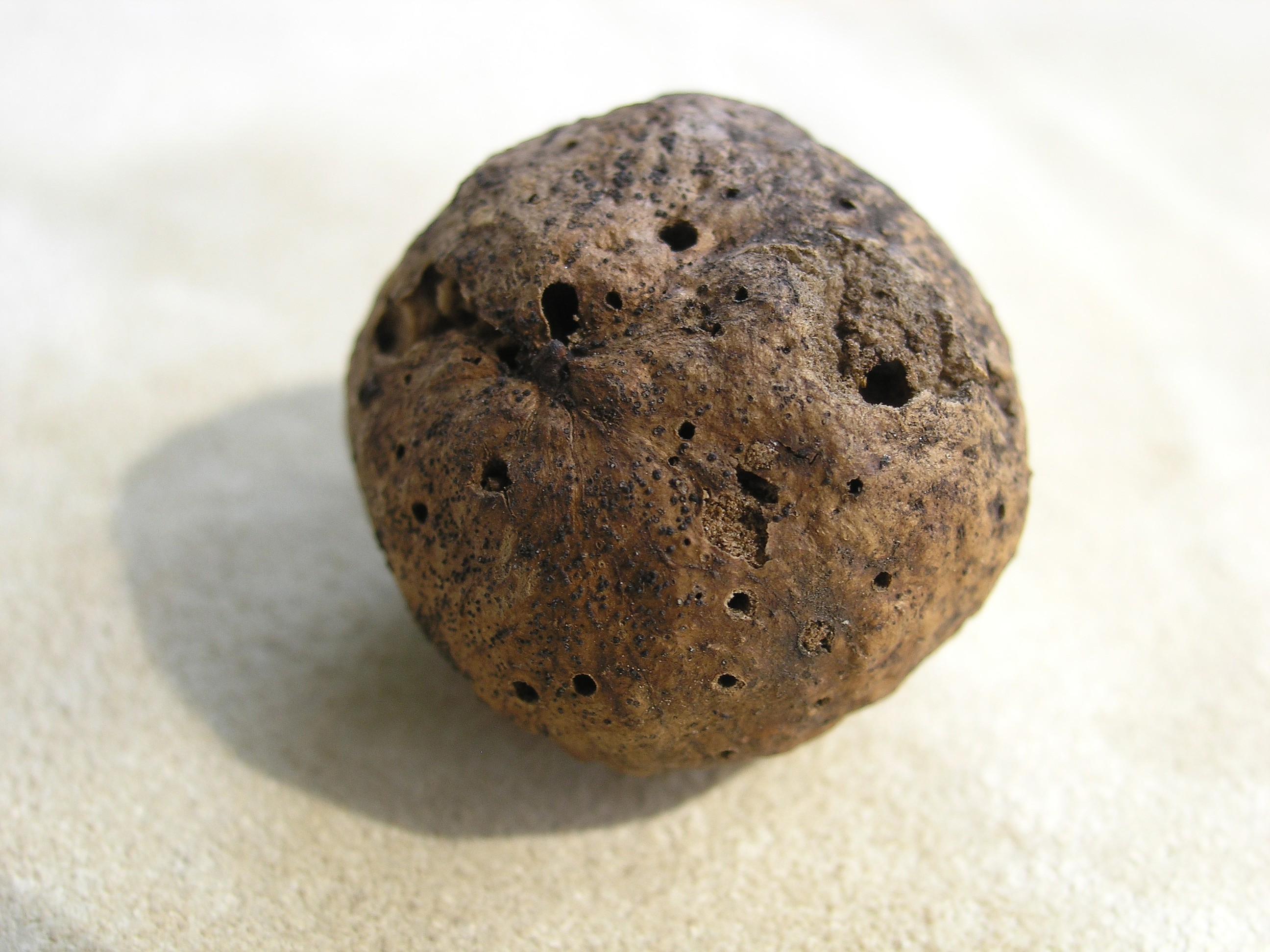
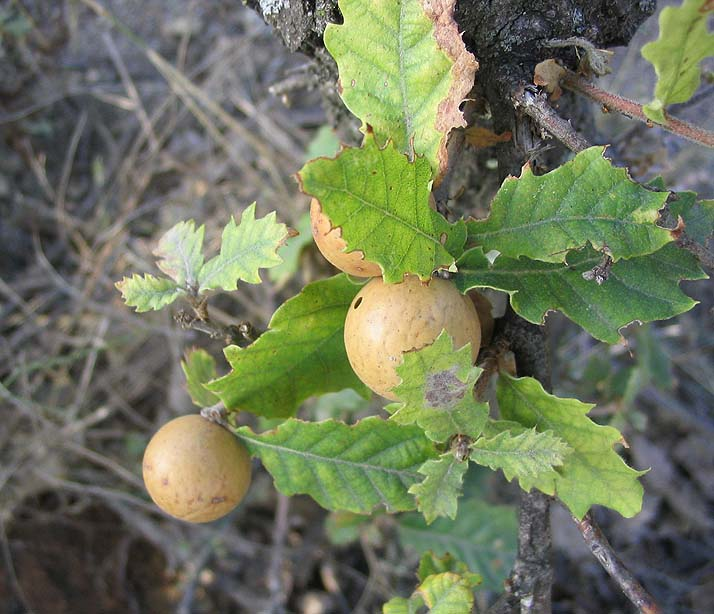
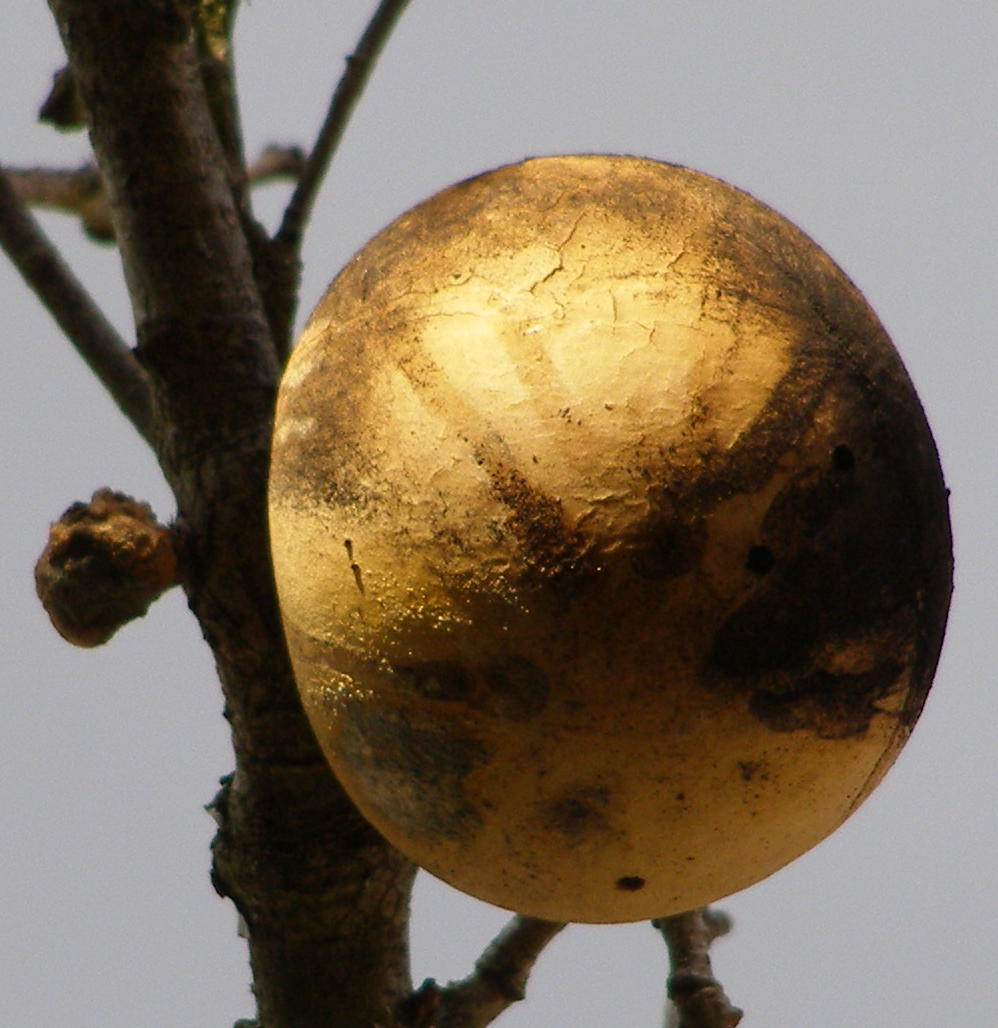
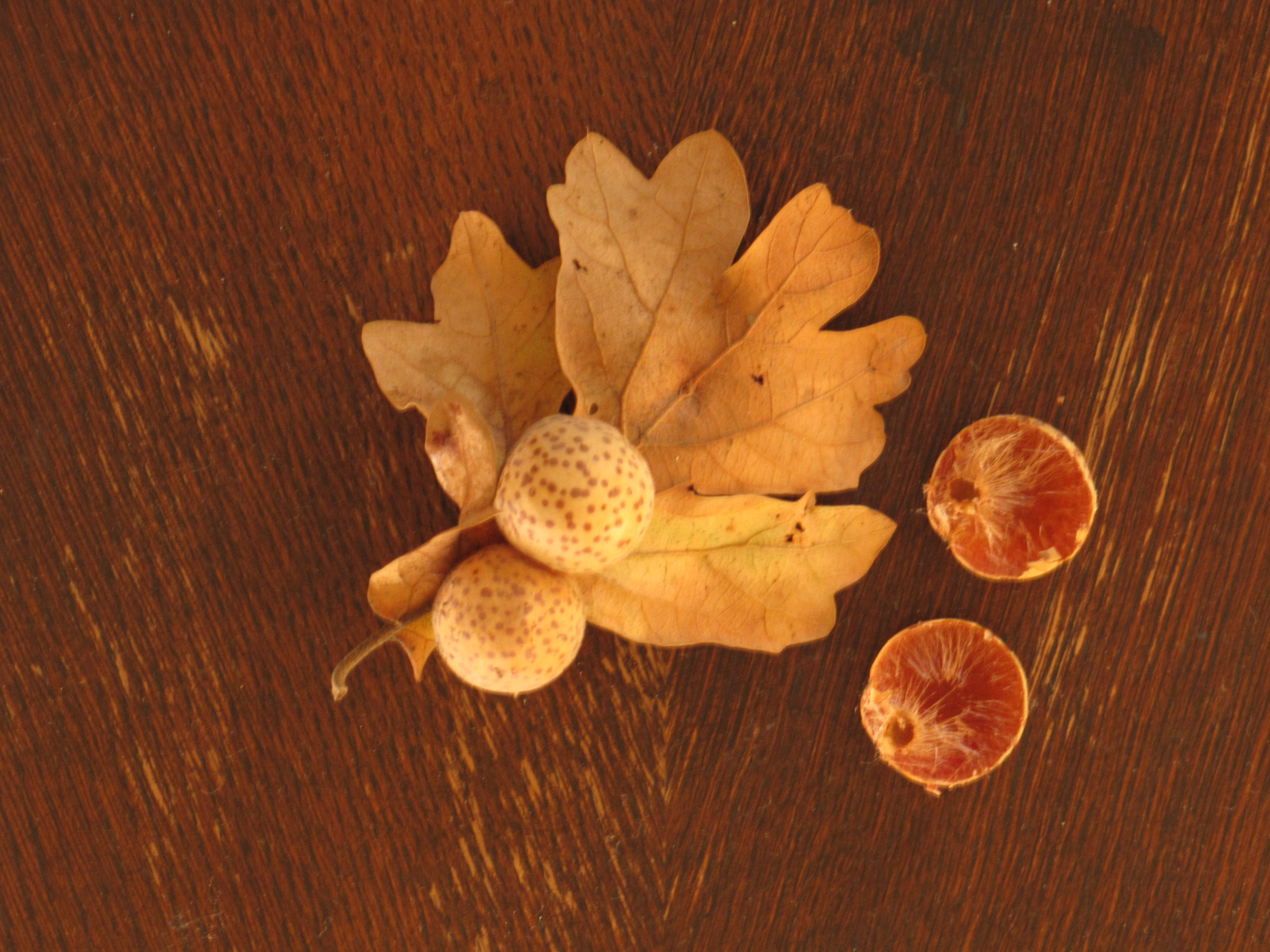
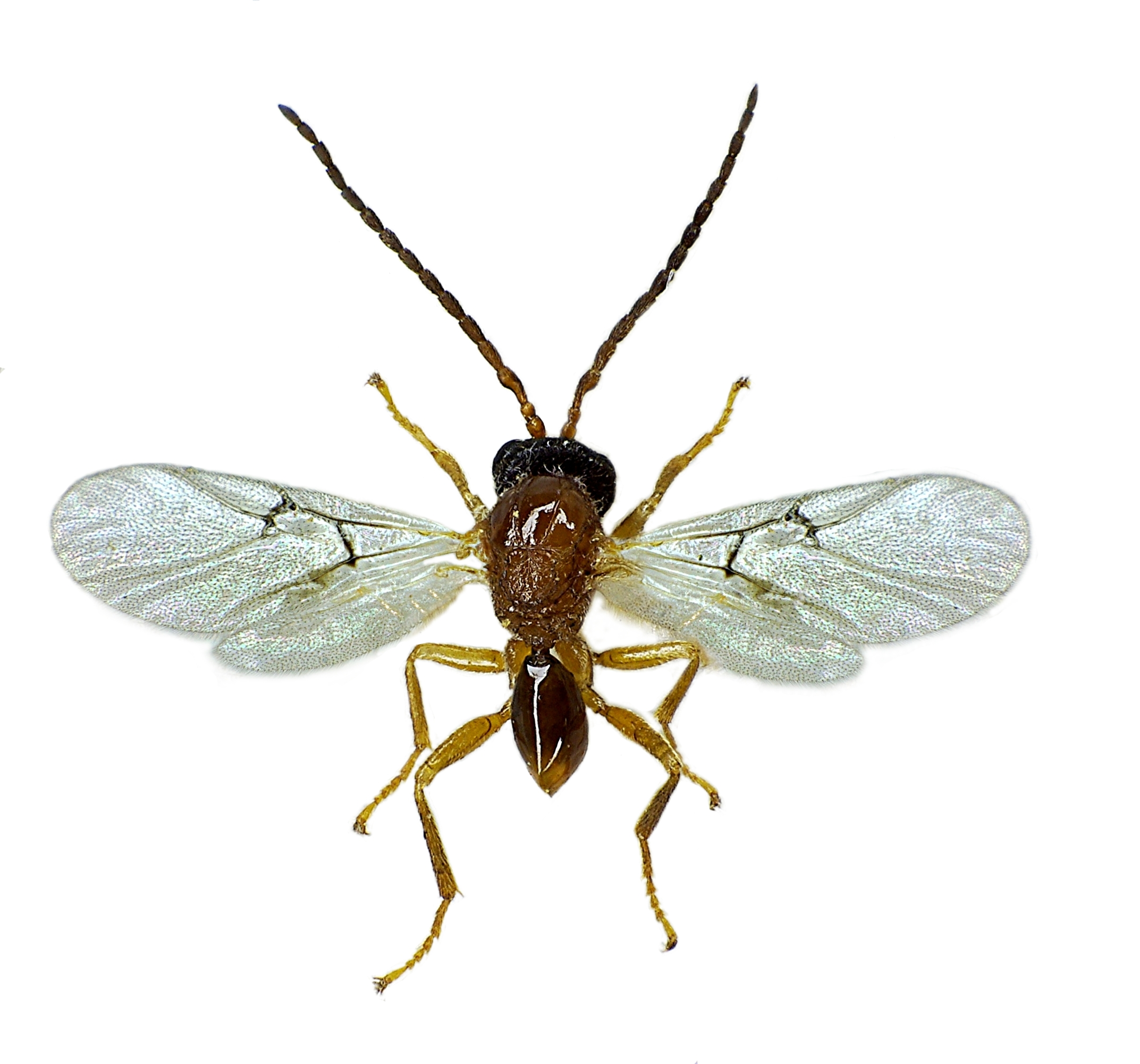